# John Cooper (clérigo)
John Cooper foi o arquidiácono de Westmorland de 1865 a 1896.
Cooper foi educado no Trinity College, Cambridge, graduando-se BA em 1835. Ele foi Vigário de Kendal de 1858 e Cónego de Carlisle de 1861 até à sua morte em 25 de julho de 1896.